# Putre
Die Kleinstadt Putre ist einer der nördlichsten Orte Chiles. Sie liegt in der XV. Region (Región de Arica y Parinacota), rund 150 km östlich von der Küstenstadt Arica auf 3650 Metern Höhe und bildet den Eingang zum Nationalpark Lauca. Putre ist die Hauptstadt der Provinz Parinacota. Die Landschaft um Putre ist karg und gebirgig, die Einheimischen betreiben Landwirtschaft zur Eigenversorgung. Es gibt einige touristische Einrichtungen und einen Militärstützpunkt. Sehenswert ist die 1670 erbaute Kirche. Putre gehört seit dem Salpeterkrieg (1879–1883) zu Chile, vorher zu Peru.

## Umgebung
52 km von Putre entfernt liegt einer der höchstgelegenen Seen der Welt, der Lago Chungará auf 4.520 Metern Höhe. Der Gebirgszug Nevados de Putre (Teil der Anden-Kette) beherbergt mehrere große Vulkane, den Pomerape, den Parinacota und den Nevado Sajama jenseits der bolivianischen Grenze, die bis zu 6.500 m hoch sind. Wenige Kilometer östlich von Putre fließt der Río Lluta durch die Atacama-Wüste.
Am Salzsee Salar de Surire mit seinen heißen Quellen kann man rosafarbene Flamingos, Vicuñas und Lamas beobachten. Der Salzsee liegt rund 120 km von Putre entfernt auf 4.250 Metern Höhe.
In der Gegend um Putre findet man bis zu 7.000 Jahre alte archäologische Stätten. Die indianischen Ureinwohner heißen Chucuyo und Parinacota.

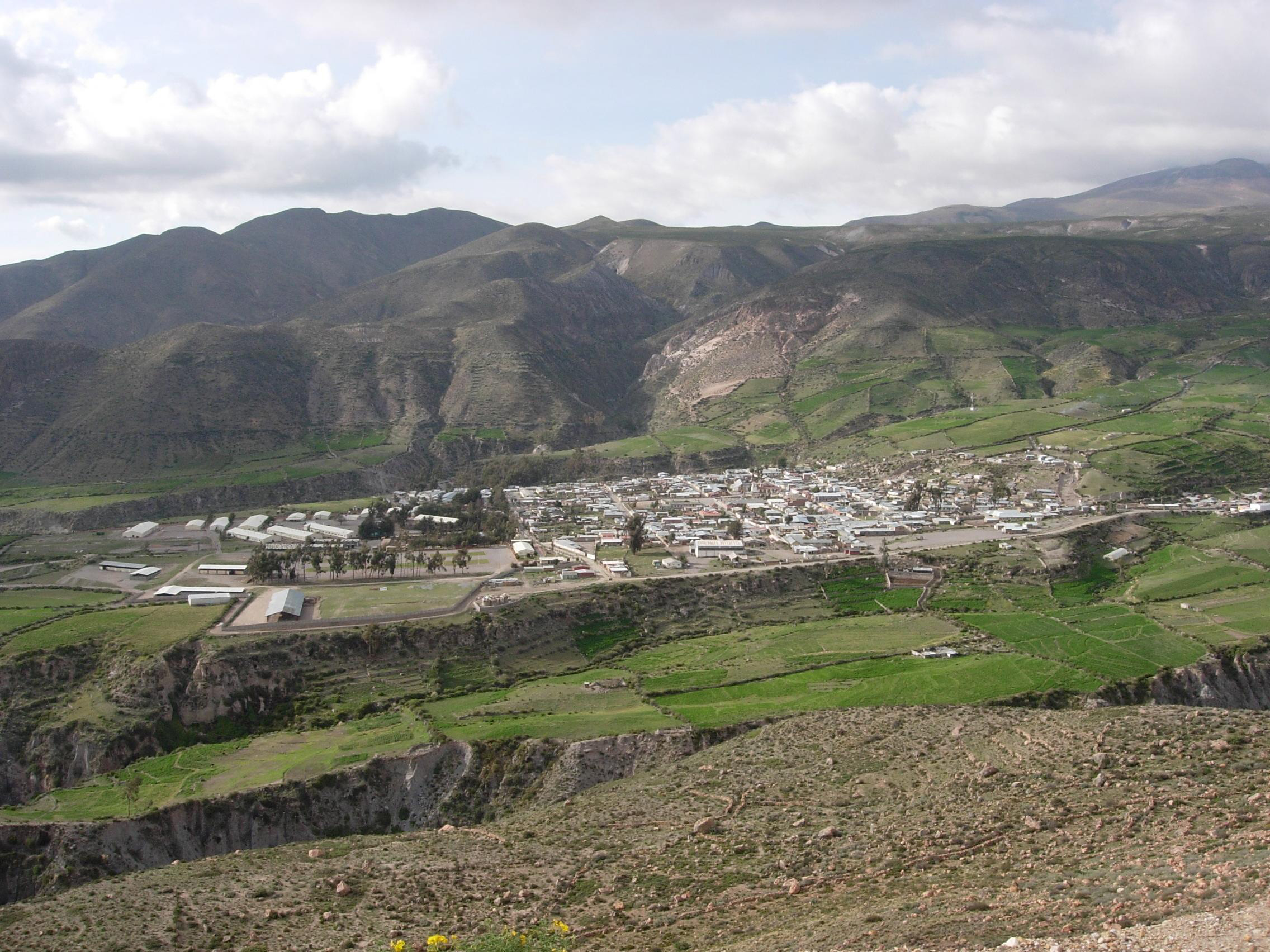
Putre im Tal
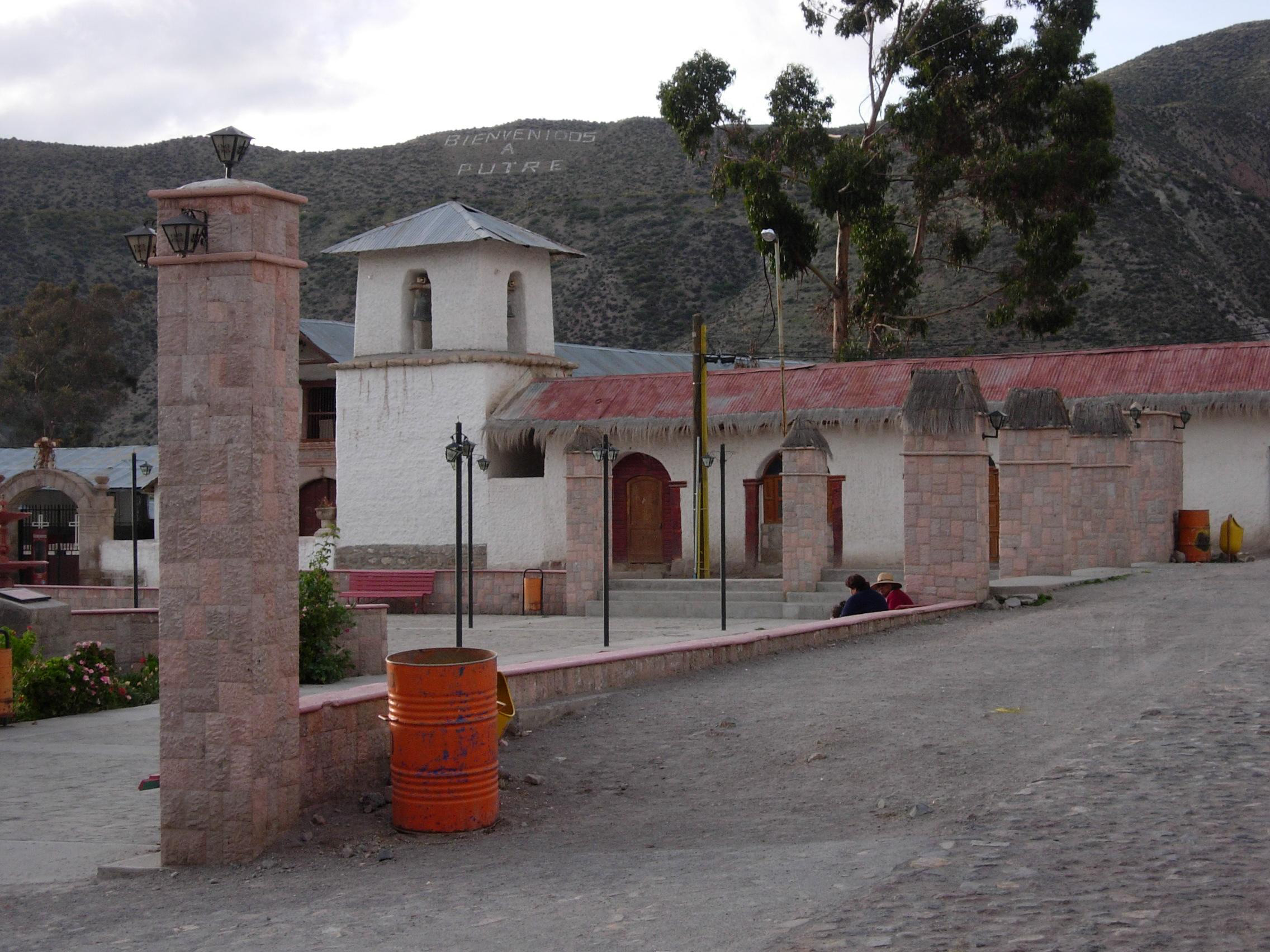
Der Marktplatz von Putre